# Duomo

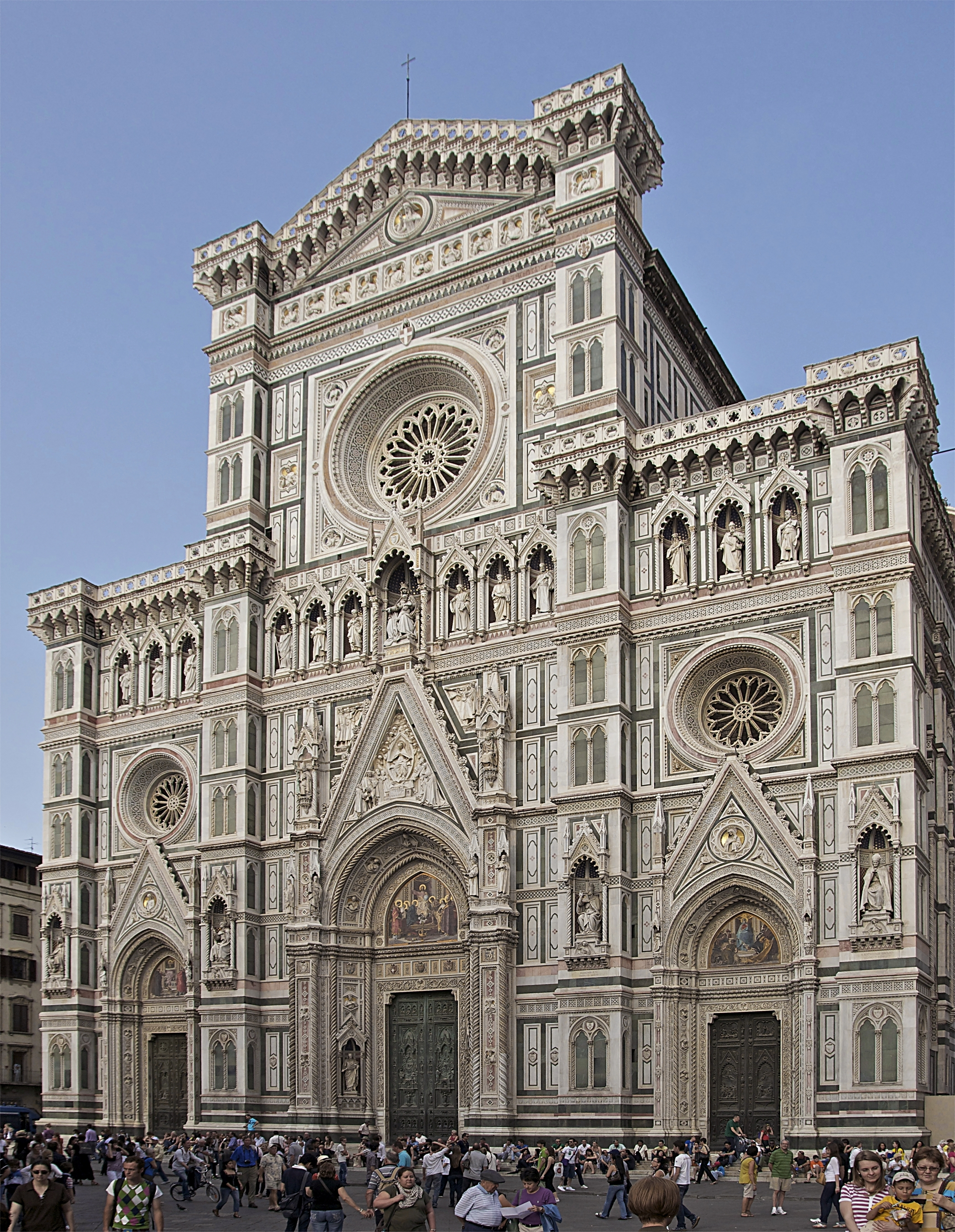
Catedral de Florença

Duomo (Italiano: [ˈdwɔːmo]) é um termo italiano para uma igreja com as características de, ou que foi construída para servir como uma catedral, independentemente de ela atualmente desempenhar ou não esse papel. A Catedral de Monza, por exemplo, nunca foi uma sede diocesana e, por definição, não é uma catedral. Por outro lado, a cidade de Trevi não tem mais um bispo, embora já tenha tido, e a antiga catedral de Emiliano de Trevi agora é uma mera igreja. Por contraste, a palavra italiana para catedral sensu stricto é cattedrale. 
Muitas pessoas se referem a igrejas particulares simplesmente como il Duomo (a Catedral) sem levar em consideração o nome completo da igreja. 

## Línguas
Palavras semelhantes existem em outras línguas europeias: dom (alemão), dom (romeno), dóm (húngaro e eslovaco), dôme (francês), domo (português), doms (letão), tum (polonês), domkirke (dinamarquês e norueguês), dómkirkja (islandês), domkyrka (sueco), toomkirik (estoniano), tuomiokirkko (finlandês) e assim por diante. Também nessas línguas, os termos respectivos não se referem necessariamente a uma igreja funcionando como catedral, mas também a proto-catedrais ou simplesmente edifícios de igreja proeminentes, que nunca foram uma catedral no sentido exato dessa palavra. O termo alemão Dom e o termo polonês tum se tornou a sinédoque usada — pars pro toto — para a maioria das atuais ou antigas colegiadas. Portanto, a tradução uniforme desses termos para o inglês como "catedrais" nem sempre pode ser apropriada e deve ser usada contextualmente. 
De acordo com o Oxford English Dictionary e o Zingarelli, a palavra duomo deriva da palavra latina domus, que significa "casa", pois uma catedral é a "casa de Deus", ou domus Dei. O dicionário on-line de Garzanti também fornece a etimologia como derivada de "casa", mas "casa do bispo".
As catedrais italianas costumam ser altamente decoradas e contêm obras de arte notáveis; em muitos casos, os prédios são obras de arte verdadeiras. Talvez o duomo mais conhecido seja o de Florença, mas outras catedrais conhecidas incluem a Catedral de Milão, a Basílica de São João de Latrão e as de Siena, Alba, Ancona, Mântua e Parma.[carece de fontes?]